# Перевод Гоблина
Перево́д Го́блина, го́блинский перево́д — закадровый перевод фильма, сериала или компьютерной игры, выполненный Дмитрием «Гоблином» Пучковым. По классификации самого Гоблина, его переводы делятся на «правильные» и «смешные» (пародийные). Термин го́блинский перево́д также стал практически нарицательным обозначением любого пародийного озвучивания фильма, необязательно выполненного Пучковым. Сам Гоблин считает такое употребление термина некорректным.

## «Правильные переводы Гоблина»
Название «правильный перевод» означает, что фильм был переведён без изменений оригинального сценария. Реплики героев в таких переводах соответствуют по смыслу и экспрессии оригинальным репликам — нецензурная брань переводится как нецензурная брань, литературная речь — как литературная речь.
«Правильные переводы Гоблина» выходят под маркой студии «Полный Пэ». Некоторые переводы (например, телесериалов «Южный парк» и «Робоцып») были сделаны по заказам телеканалов.
В числе самых известных правильных переводов Гоблина находятся фильмы Квентина Тарантино, такие как «Бешеные псы», «Криминальное чтиво», а также фильмы Гая Ричи «Карты, деньги, два ствола» и «Большой Куш».

## «Смешные переводы Гоблина»
«Смешные переводы» делаются посредством иронического переосмысления исходного сюжета. В таких «переводах» оригинальная звуковая дорожка заменяется пародийным русским текстом, содержащим множество интертекстуальных аллюзий-отсылок к другим произведениям. Выходят под маркой студии «Божья Искра», производятся Гоблином в соавторстве со сценаристом Сидором Лютым (Евгений Порфирьевич Овсянников) и звукорежиссёром Дроном.
Всего Гоблином было сделано 6 «смешных» переводов:
- «Властелин колец: Братва и кольцо» (оригинальный фильм — «Властелин колец: Братство кольца»)
- «Властелин колец: Две сорванные башни» (оригинальный фильм — «Властелин колец: Две крепости»)
- «Властелин колец: Возвращение бомжа» (оригинальный фильм — «Властелин колец: Возвращение короля»)
- «Шматрица» (оригинальный фильм — «Матрица»)
- «Звёздные войны: Буря в стакане» (исходный фильм — «Звёздные войны: Скрытая угроза»)
- «Антибумер» (оригинал — «Бумер»). Особенностью фильма «Антибумер» является то, что он создан на основе российского фильма «Бумер» (то есть по сути имело место именно переозвучивание, а не перевод как таковой). Кроме того, оригинальный фильм был сокращён, из него были вырезаны многие сцены, а финал фильма не соответствует финалу оригинала.

В 2004 году наряду с правильным переводом мультфильма «Шрек 2» Гоблин объявил о планах сделать «прикольную» звуковую дорожку без глобальной переделки сюжета и диалогов. Были перезаписаны реплики Кота («„как за кавказца“») и Принца («как „за гомосека“»), а в сцене с трубачом была сделана отсылка к песне «Голубая луна». Несмотря на то, что работа над этим «переводом» так и не была завершена, в том же 2004 году кто-то из команды Гоблина без его разрешения положил записанные пробы на дорожку мультфильма с изменённым саундтреком и опубликовал получившийся «смешной перевод» от имени «Божьей Искры».
Существует также небольшой ролик — часть кинофильма «Зита и Гита», со «смешным» переводом Гоблина. Пучков признаёт своё авторство этого перевода, но не уточняет, будет ли релиз полного «смешного перевода».
31 декабря 2014 года вышла первая часть смешного перевода фильма «Хоббит» под названием «Хобот, или Путешествие взад-назад».

### «Властелин колец»
В трилогии при переложении сохраняется исходный сюжет, но кардинально меняются характеры и мотивация главных героев. Ранние версии переводов первой серии несколько отличались от окончательной версии 1.0. В окончательной версии гнома Гимли называют Гиви Зурабовичем, Бильбо Бэггинса — Бульба Сумкин. Галадриэль получает имя Электродрель. Также были исправлены и добавлены некоторые шутки, дополнен аудио и видеоряд.

### «Шматрица»
Сюжет фильма кардинально изменён. «На самом деле» Нео и прочие обитатели «Навуходоносора» — психически больные люди, угнавшие машину скорой помощи, которые из-за неумеренного приёма лекарств считают себя скрывающимися в катакомбах русскими партизанами времен Второй мировой войны. Агент Смит — на самом деле главврач психбольницы, который пытается вернуть своих подопечных под наблюдение.
Вероятно, именно из-за изменения сюжета оригинального фильма «Шматрица», по словам Пучкова, не является переводом, являясь по большей части именно пародией:

Это не перевод, это пародия на перевод.
— oper.ru

### «Звёздные войны: Буря в стакане»[14]
Сюжет вращается вокруг производства «палёной» водки и гонок на маршрутках.
В кадре периодически появляются вставки-шутки: пролетающий мимо пепелац, надписи на стенах («Цой жив» и «Янки, гоу хоум»), в конце фильма в толпе появляются Джордж Буш-младший, правда, немного в инопланетном облике, и сам Гоблин.
Также в феврале 2013 года Гоблин заявил, что будут выпущены смешные переводы 4 и 6 эпизодов «Звёздных войн».

## «Гоблинский перевод» в культуре
Поскольку Гоблин является наиболее известным творцом пародийных переводов в России, то часто подобные переводы разных авторов, с умыслом или без, также называют гоблинскими. Однако сам Дмитрий Пучков выступает против использования его имени в таких случаях, рекомендуя подобные переводы называть «смешным переводом» или ещё как-то иначе. Известен скандал с пародийным дубляжем фильма «Ночной дозор», вышедшим в продажу с надписью «специальный „гоблинский“ перевод» — при том, что к озвучиванию этого фильма Гоблин не имел никакого отношения и с ним не пытались согласовать использование его имени.
Тем не менее, фактически в настоящее время «гоблинским» принято называть любой смешной перевод, созданный ради забавы зрителей и чаще всего не соответствующий первоначальному сценарию. Несмотря на то, что подобные любительские переводы существовали и ранее, своим названием они обязаны именно Гоблину, хотя сам он создал лишь несколько таких переводов.
В более широком смысле данное выражение применяется как обозначение смешной переделки чего-либо (пример: сайт-игра «Гоблинский перевод», на котором посетителям предлагается сделать «смешной перевод» заданного произведения). Иногда выражение применяется с негативным оттенком.